# Henicorhynchus thaitui
Henicorhynchus thaitui — вид прісноводних риб родини коропових (Cyprinidae). Описаний у 2020 році.

## Назва
Вид названо на честь в'єтнамського іхтіолога Нгуєна Тхай Ту з Університету Вінь, який зробив значний внесок у систематику прісноводних риб у В'єтнамі.

## Поширення
Ендемік В'єтнаму. Описаний з підземного потоку в карстовій печері в національному парку Фонг-Ня-Ке-Банг у провінції Куангбінь.

## Опис
Henicohynchus thaitui можна відрізнити від усіх однорідних по білувато-рожевому тілу за життя (порівняно з білим або сріблястим тілом із плечовою міткою або кількома поздовжніми смугами), меншими очима (діаметр менший за довжину верхньощелепного вусика) верхньощелепний вусик довший, ніж ростральний вусик (проти коротшого). Henicohynchus thaitui разом з Henicohynchus horai (Bănărescu, 1986) і Henicohynchus inornatus (Roberts, 1997) ще більше відрізняються від усіх інших конгенерів тим, що мають 9 (проти 8) розгалужених променів спинного плавця. Нарівні з H. horai відрізняється від решти родичів наявністю ростральних вусиків та 39–41 (проти 34–36) лусок бічної лінії. Henicohynchus thaitui відрізняється від H. horai і H. inornatus наявністю двох (проти однієї) пар верхньощелепних і ростральних вусиків (проти тільки верхньощелепного вусика в H. inornatus і тільки рострального вусика в H. horai); від H. horai за меншою кількістю хребців (34 проти 38–41) і стислим з боків тілом (проти циліндричного у H. horai); і від H. inornatus через наявність 39–40 (порівняно з 35 у H. inornatus) пористих лусок бічної лінії та відсутність плечової мітки (порівняно з наявністю у H. inornatus).